# Kirk Windstein
Kirk Windstein (* 14. dubna 1965) je americký kytarista a zpěvák, známý díky hraní s heavy metalovými kapelami Crowbar a Down. Je jednou z nejvýznamnějších osobností v neworleanském regionu. Windsteina lze vidět v přestrojení za Hulka v domácích videích Pantery

## Soukromý život
Windstein je ženatý a je praktikujícím křesťanem.[zdroj⁠?!]

## Kytary
- Ibanez DT520 Destroyer (Crowbar)
- ESP Viper (Black)
- ESP Viper Baritone
- ESP Viper Custom (Red)
- ESP Eclipse Ambery Cherry Sunburst
- Gibson SG VooDoo (2005 s Crowbar)
- Gibson SG Standard Black (2005 With Crowbar)
- Gibson SG Gothic (Down 2002, Crowbar 2005, Kingdom of Sorrow 2008)[1]
- Fender Stratocaster White (2009 Tour s Down)
- ESP Viper Custom Purple Le Fleur-de-lis (2010 Crowbar)
- Gibson Explorer White (Down)

## Diskografie

### Crowbar
- Aftershock (demo 1989)
- The Slugs (demo 1990)
- Obedience thru Suffering (1991)
- Crowbar (1993)
- Live +1 (Live EP, 1994)
- Time Heals Nothing (1995)
- Broken Glass (1996)
- Odd Fellows Rest (1998)
- Equilibrium (2000)
- Sonic Excess in its Purest Form (2001)
- Lifesblood for the Downtrodden (2005)
- Sever the Wicked Hand (2011)
- Symmetry in Black (2014)
- The Serpent Only Lies (2016)

### The Slugs
- Slugs Demo (Demo 1990)
- New Orleans Scene: Allow No Downfall (Split, 1991)

### Down
- NOLA (1995)
- Down II: A Bustle in Your Hedgerow (2002)
- Down III (2007)
- EP Down IV - Part I. (2012)

### Valüme Nob
- EP The Most High (2004)
- Residue and Bones (2006)

### Kingdom Of Sorrow
- Kingdom of Sorrow (2008)
- Behind the Blackest Tears (2010)

### Solo
- Dream In Motion (2020)